# 接待业
接待业（hospitality industry）是服务业中的一个大类，包括住宿、餐饮服务、活动策划、主題公園、旅行社、旅游、酒店、餐馆和酒吧。